# عبد الله بن عزوز المراكشي
عبد الله بن عزوز أو أبو محمد عبد الله بن عزوز القرشي الشاذلي المراكشي، المعروف أيضا بسيدي بَلّة (توفي 1789 الموافق ل1204هـ) طبيب صوفي وفقيه مغربي. كان ابن عزوز ذا نفس موسوعي، حيث جمعت مؤلّفاته بين الفقه والطب والفلك وغيرها.

## مسيرته
سلك سيدي بلّة طريق التصوف على يد أبي العباس أحمد الحبيب اللمطي، مُريد عبد السلام بن الطيب، الذي تتلمذ بدوره على يد الشيخ سيدي قاسم الخصاصي.
تجلّت ميادين التأليف عند سيدي بلّة في التصوف، والطب، والفلك، وأسرار الحروف، ومعظم مؤلفاته لازالت مخطوطة، منها في علم التصوف: رسالة الصوفي للصوفي في التعريف بالاسم الأعظم المفرد الجامع الكافي؛ وإثمد البصائر، في معرفة حكمة المزاهر.
وألّف في الطب ذهاب الكسوف، ونفي الظلمات في علم الطب، والطبائع والحكمة، وهو كتاب اشتهر بين الطلبة في عصر المؤلف، وعُدّ من الكتب الأساسية في المعرفة الطبية خلال العصر السعدي الأول. وهو الكتاب الذي أثنى عليه الباحث الفرنسي هنري بول جوزيف رينو ‏ (عاش ما بين 1881 و1945) في دراسته لتاريخ الطب بالمغرب. وقد ألّف ابن عزوز المراكشي كتابا آخر سماه كشف الرموز، يتعلق بفوائد النباتات الطبية.
رأى ابن عزوز في الاهتمام بعلم الحرف وأسراره استمرارا لبحثه في الطبيعيات، فألّف لباب الحكمة في علم الحروف وعلم الأسماء الإلهية، وبحر الوقوف على سر الحروف، ذكرهما ابن المؤقت في السعادة الأبدية، والسر الوافي، والترتيب الكافي؛ ذكره عبد السلام ابن سودة في دليل مؤرخ المغرب الأقصى؛ وحل المعقود، وعقد المحلول.
توفي ابن عزوز المراكشي سنة 1204 هـ (1789م)، كما في دليل مؤرخ المغرب الأقصى لعبد السلام ابن سودة، ودُفن في دار سكناه بباب أيلان في مراكش، ليس بعيد عن قبر القاضي عياض.

## روابط خارجية
- صفحة عبد الله بن عزوز المراكشي على موقع goodreads.com